# Franzmann
Franzmann är en sjö i Antarktis. Den ligger i Östantarktis. Australien gör anspråk på området. Franzmann ligger 1 meter över havet. Arean är 0,28 kvadratkilometer. Den sträcker sig 0,7 kilometer i nord-sydlig riktning, och 1,3 kilometer i öst-västlig riktning.
I övrigt finns följande vid Franzmann:
- Campbell (en sjö)